# Mega Brands
Mega Brands Incorporated (TSX: MB), ранее известна как Mega Bloks Incorporated — канадская компания, производитель игрушек; выпускаемые под брендом Mega Bloks конструкторы являются самым популярным продуктом компании и в основном производятся в Северной Америке.
Конструктор Mega Bloks совместим с Lego Duplo «сверху вниз» (как сам Duplo со стандартным Лего).

## История
Компания была основана в 1967 году в канадском городе Монреаль семейной парой Бертран под названием Ritvik Toys, вобрав в себя первые слоги имен своих создателей Риты и Виктора Бертран.
В 2002 году товары компании были удостоены свыше 20 мировых наград. Тогда компания Ritvik Toys и была переименована в Mega Bloks.
15 июня 2006 года, после приобретения нескольких торговых марок, не связанных с конструкторами, компания снова изменила своё название, на этот раз с Mega Bloks на Mega Brands.
Сегодня игрушки под торговой маркой Mega Bloks продаются более чем в ста странах. Вся продукция компании Mega Bloks подразделяется на несколько возрастных категорий, каждая из которых имеет свои отличительные характеристики.
28 февраля 2014 года было сообщено о покупке компании Mega Brands, Inc компанией Mattel приблизительно за 460 млн долларов США.